# Scenopinus gromieri
Scenopinus gromieri är en tvåvingeart som beskrevs av Kelsey 1969. Scenopinus gromieri ingår i släktet Scenopinus och familjen fönsterflugor. Inga underarter finns listade i Catalogue of Life.